# عثمان نيان
عثمان نيان (بالنرويجية البوكمول: Ousman Nyan)‏ هو لاعب كرة قدم نرويجي في مركز الوسط، ولد في 5 أغسطس 1975 في بانجول في غامبيا. شارك مع منتخب النرويج تحت 17 سنة لكرة القدم ومنتخب النرويج تحت 18 سنة لكرة القدم ومنتخب النرويج تحت 21 سنة لكرة القدم. أما مع النوادي، فقد لعب مع نادي أجاكسيو ونادي ستارت ونادي سترومسغودست ونادي سوغندال لكرة القدم ونادي ميوندالن.

## وصلات خارجية
- عثمان نيان على موقع اتحاد النرويج (النرويجية)
- عثمان نيان على موقع قاعدة بيانات كرة القدم.إي يو (الإنجليزية)